# Z-index

z-index je CSS atribut koji podešava visinu različitih elemenata koji zauzimaju prostor na stranici. Pri korišćenju apsolutnog ili relativnog pozicioniranja elemenata, može doći do preklapanja koje se koriguje korišćenjem ovog atributa. Element sa atributom veće vrednosti se prikazuje ispred elementa sa atributom manje vrednosti. 
```
p
 
{

    
position
:
 
relative
;

    
z-index
:
 
-1
;

}

```

Negativne vrednosti atributa takođe mogu biti dodeljene elementima. Takvi elementi se prikazuju iza elemenata sa atributima pozitivne vrednosti. z-index neće funkcionisati ako elementu nije podešeno pozicioniranje (npr. position: relative). Kao i svi ostali CSS atributi, može se koristiti u JavaScriptu obliku sledeće sintakse:
```
object
.
style
.
zIndex
=
"1"

```

## Spoljašnje veze
- World Wide Web Consortium (W3C)